# سیارک ۶۶۴۷
سیارک ۶۶۴۷ (به انگلیسی: 6647 Josse، نامگذاری:1991GG5) شش هزار و ششصد و چهل و هفتمین سیارک کشف شده‌است که در ۸ آوریل ۱۹۹۱ کشف شد.
قدر مطلق سیارک برابر ۱۴٫۷۰ است.